# Rudolf Diezinger
Rudolf Diezinger, auch Johann Rudolf Die(t)zinger (* 22. Juli 1770 in Wädenswil; † 12. November 1847 ebenda), war ein über Wädenswil hinaus bekannter Schweizer Geometer und Kartograf.

## Biografie
Diezinger wurde in Wädenswil als Sohn eines Krämers und Textilhandelsmann geboren. Im Textilgeschäft des Vaters übernahm er verschiedene Aufgaben. Er war vielseitig begabt, besonders in Mathematik und Geometrie, in welchem er sich nebst spärlichem Unterricht bei einem Mathematiker in Zürich weitgehend selbst ausbildete. Er baute sich eine eigene Bibliothek auf und war Bibliothekar der Lesegesellschaft Wädenswil. Von 1804 bis 1828 war er Teilhaber des von seinem Bruder geleiteten Textilgeschäftes, wo er für die Geschäftsbuchhaltung verantwortlich war. Daneben führte er über die Kantonsgrenze hinaus für verschiedene Auftraggeber der öffentlichen Verwaltung und Private anspruchsvolle Vermessungs- und Ingenieuraufträge aus. Dazu gehörten insbesondere Landesvermessungen und Erstellen von diversen Plänen und Berechnungen. Bedeutende Aufträge waren z. B. die Regulierung der Linth und die Erstellung des Übersichtsplans «Geometrische Vermessung des Bezirks der beiden Gemeinden Wiedikon und Aussersihl» in der heutigen Stadt Zürich, wo die Dietzingerstrasse nach Diezinger benannt wurde. Durch seine Erfahrungen und sein Selbststudium verschaffte er sich dank Zuverlässigkeit, Genauigkeit und Fleiss einen guten Ruf. Er gab sein Wissen auch als Lehrer weiter, so z. B. dem jungen Richterswiler Johannes Wild (1814–1894), der ihm später als Gehilfe bei der Vermessung von Wädenswil half und in diesem das grosse Interesse an Karten weckte. Diezinger gehörte zu den Gründern der Sparcassa-Gesellschaft in Wädenswil, wo er auch als Rechnungsführer tätig war. Von 1834 bis 1837 war er Mitglied des Gemeinderats Wädenswil (Exekutive). Er stellte sich für diverse Aufgaben in seiner Gemeinde zur Verfügung. So übernahm er z. B. die Verwaltung des Armenguts und betätigte sich auch als Historiker. Diezinger führte kontinuierlich und detailliert Tagebücher, welche dem Historiker Peter Ziegler als wertvolle Grundlage für eine ausführliche Biografie über Diezinger dienten.

## Wädenswiler Zehntenloskauf und Diezingerplan
In Wädenswil wurde 1828 die Abschaffung des Zehnten beschlossen. Die Bauern und Bürger von Wädenswil nutzten im Rahmen der kantonalen Gesetzgebung die Möglichkeit, sich von den mittelalterlichen Feudallasten zu befreien. Der Kanton setzte die Loskaufsumme fest, mit welcher innerhalb von 9 Jahren die Rückzahlungen erfolgen mussten. Es handelte sich um ein komplexes Unternehmen, das von einer Generalkommission aus 24 und später 30 Mitgliedern begleitet wurde. Diezinger gehörte dieser Kommission an und übernahm dabei wichtige und anspruchsvolle Aufgaben. Er erhielt auch den Auftrag, Wädenswil zu vermessen und einen Zehntenplan als grafische Grundlage für den Zehntenloskauf zu erstellen. Der Stadtrat von Wädenswil liess 2024 zum Jubiläum «50 Jahre Parlament Wädenswil» diese Zehntenpläne digitalisieren. Diese zwischen 1830 und 1833 von Diezinger erstellten Pläne sind im kommunalen Stadtplan von Wädenswil abrufbar.